# غيرترود باروز بينيت
غيرترود باروز بينيت (بالإنجليزية: Gertrude Barrows Bennett)‏ (18 سبتمبر 1883، منيابولس في الولايات المتحدة - 1948، كاليفورنيا في الولايات المتحدة)؛ كاتِبة وروائية أمريكية.